# Szczecinek (stacja kolejowa)
Szczecinek – stacja kolejowa w Szczecinku, w województwie zachodniopomorskim, łącząca trzy linie kolejowe: 210 (Chojnice – Runowo Pomorskie), 404 (Szczecinek – Kołobrzeg) i 405 (Piła Główna – Ustka). Według klasyfikacji PKP ma kategorię dworca regionalnego.

## Ruch pasażerski
| Rok  | Wymiana pasażerska na dobę |
| ---- | -------------------------- |
| 2017 | 1 200                      |
| 2022 | 1 700                      |

## Galeria

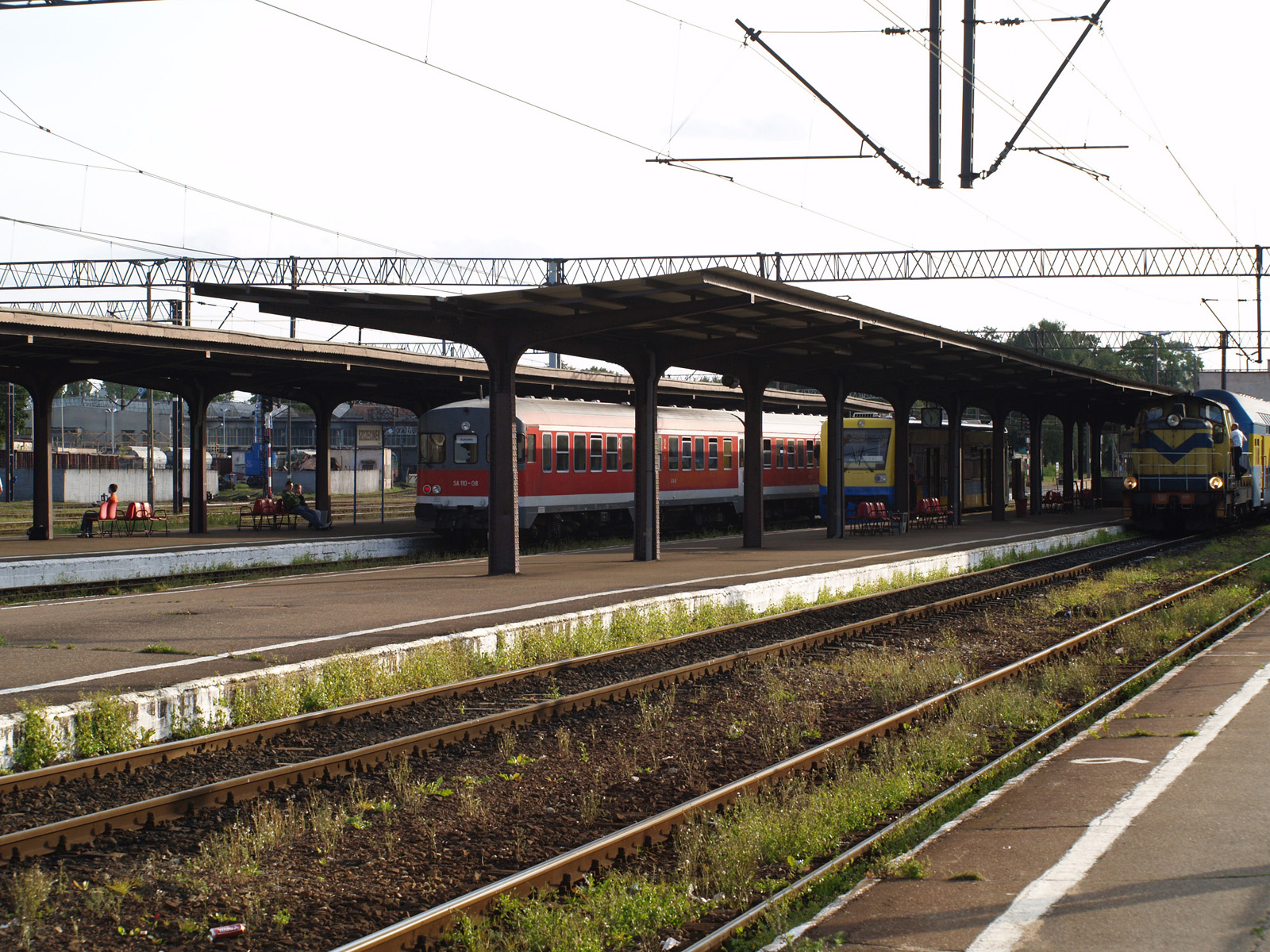
Widok na perony
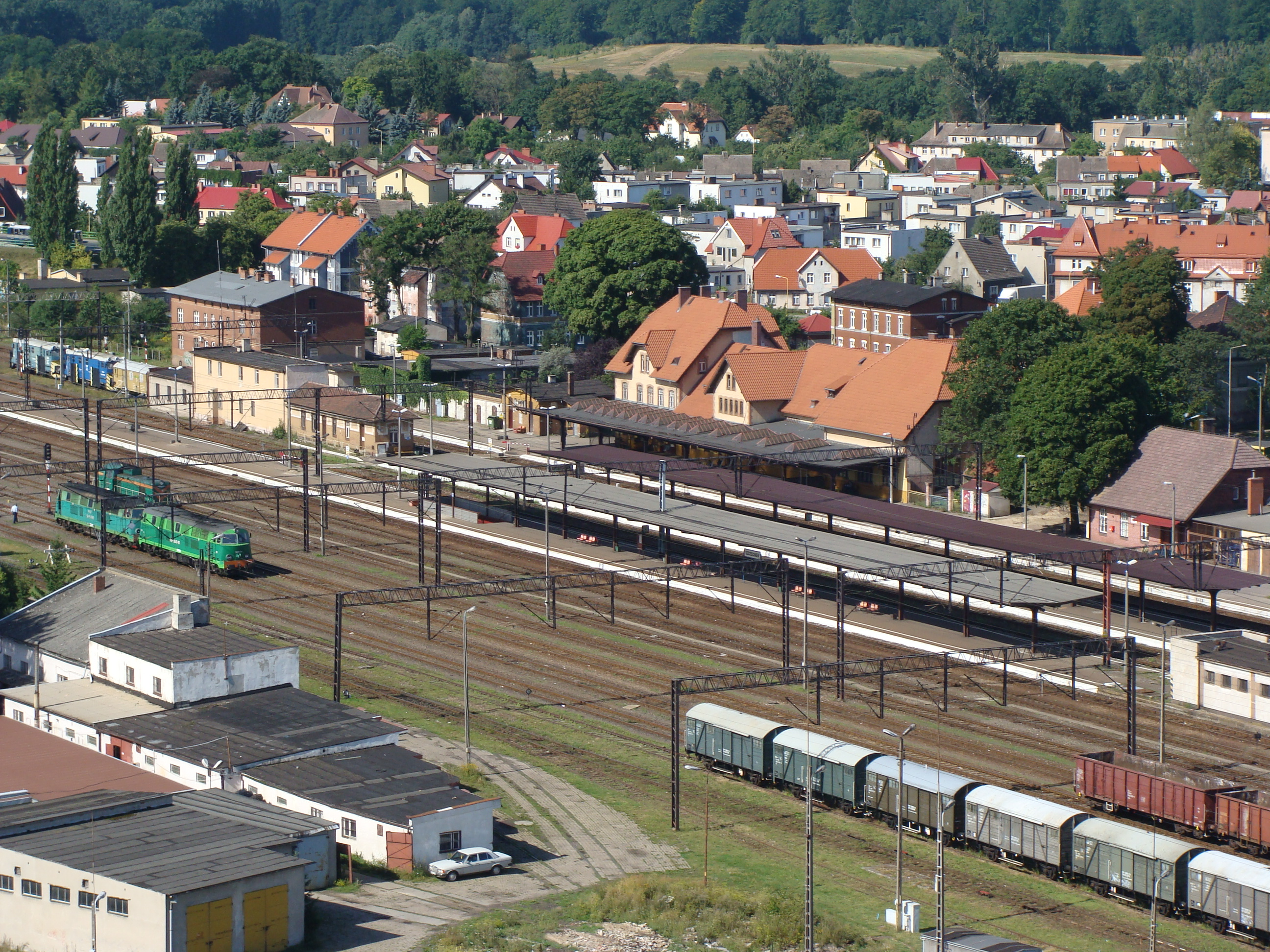
Widok z lotu ptaka